# Scutinanthe
Scutinanthe é um género botânico pertencente à família Burseraceae.
1. ↑  «Scutinanthe — World Flora Online». www.worldfloraonline.org. Consultado em 19 de agosto de 2020